# Oakdale (Kalifornia)
Oakdale – miasto w Stanach Zjednoczonych, w stanie Kalifornia, w hrabstwie Stanislaus.